# Francis Hobart Herrick

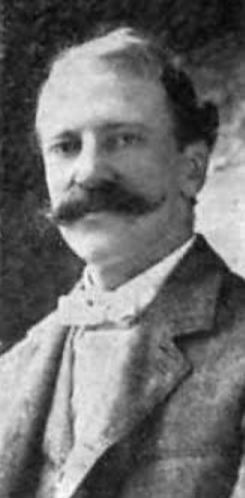
Francis Hobart Herrick, um 1902

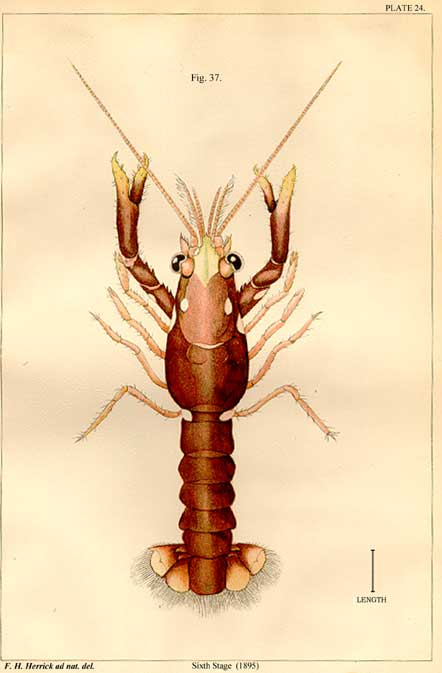
Zeichnung aus The American Lobster: A study of its habits and development, 1895

Francis Hobart Herrick (* 19. November 1858 in Woodstock, Vermont; † 11. September 1940 in Cleveland, Ohio) war ein US-amerikanischer Naturforscher, Ornithologe und Professor für Biologie an der Western Reserve University in Cleveland und Mitbegründer des Cleveland Museum of Natural History.

## Ausbildung
Francis Hobart Herrick war der Sohn des Pfarrers Marcellus Aurelius Herrick und dessen Ehefrau Hannah Andrews Herrick, geborene Putnam. Er wuchs in New Hampshire auf, wo er in Concord zunächst die St. Paul’s School besuchte und 1881 am Dartmouth College sein Studium der Naturwissenschaften abschloss. 1888 erwarb er an der Johns Hopkins University in Baltimore den akademischen Grad Doktor der Philosophie. Kurz darauf wurde er von der Western Reserve University als Dozent für Biologie (instructor) angestellt, mit der Aufgabe, einen Fachbereich für Biologie mit den Kernfächern Zoologie, Botanik und Physiologie aufzubauen. 1891 wurde er zum Professor ernannt, danach leitete er das Fachgebiet Biologie bis zu einer Emeritierung im Jahr 1929.

## Forschungsthemen
Nach seinem ersten Hochschulabschluss lebte Herrick in Burlington, Vermont, und war am Rock Point Institute beschäftigt. Dort verfasste er zahlreiche Artikel über die Ökologie und die Verhaltensbiologie der Vogelwelt Vermonts für die Burlington Free Press.
In der Fachwelt bekannt wurde Herrick einige Jahre später, nachdem er zwischen 1890 und 1895 im Auftrag des damaligen United States Commissioner of Fisheries Verhalten, Morphologie und Bestandsentwicklung des Amerikanischen Hummers erforscht und seine Erkenntnisse in einem rund 300 Seiten umfassenden Buch publiziert hatte. Im Text und im Anhang waren dem Buch rund 100 von ihm erstellte, zumeist großformatige Zeichnungen von großer Detailtreue beigegeben worden. Eines der Ergebnisse seiner Forschung war, dass der Amerikanische Hummer sich als unerwartet ortstreu erwies, weswegen die damals ungeregelte Fischerei dazu führen könne, dass in bestimmten Regionen durch Überfischung eliminierte Bestände sich nur sehr langsam erholen würden.
Danach wandte Herrick sich erneut der Ornithologie zu und verfasste zunächst eine umfangreiche, kritische, zweibändige Biographie des Ornithologen und Zeichners John James Audubon, die 1917 erschien. Danach erforschte er jahrelang Verhalten und Ökologie des Weißkopfseeadlers, verfasste aber auch zahlreiche Publikationen über die Lebensgewohnheiten anderer Wildvögel sowie über das Entstehen ihrer Instinkte im Verlauf der Stammesgeschichte und deren Entwicklung im Verlauf der Ontogenese. So beschrieb er bereits 1907, worauf Konrad Lorenz 1978 aufmerksam machte, dass die Instinktbewegungen der Nestlinge und der sie fütternden Eltern wie Schloss und Schlüssel („lock and key“) zusammenpassen, eine Metapher, die von Lorenz durch seine Instinkttheorie und das ihr zugrunde liegende Phänomen des Schlüsselreizes weithin bekannt wurde.

## Ehrungen
Francis Hobart Herrick war Mitglied der American Association for the Advancement of Science und der American Ornithologists’ Union. Es verliehen ihm 1897 die Western University of Pennsylvania und 1936 die Western Reserve University jeweils ein Ehrendoktorat der Naturwissenschaften.

## Schriften (Auswahl)
- Biology, a sketch of its history. An address delivered by Francis Hobart Herrick, Ph.D. at his inauguration as professor of biology in Adelbert college of Western Reserve university, Cleveland, April 20, 1891. Cleveland, Ohio, 1891, Volltext.
- The American Lobster. A Study of ist Habits and Development. Government Printing Office, Washington 1895. Volltext.
- Natural History of the American Lobster. Government Printing Office, Washington 1911.
- mit George Wilton Field: The lobster fishery. A special report including suggestions for uniform laws made to the legislature of Massachusetts by the commissioners on fisheries and game. Wright & Potter, Boston 1911.
- Audubon the Naturalist: A History of His Life and Time. 2 Bände. D. Appleton and Company, New York und London 1917.
- The Relation of Instincts to Intelligence in Birds. In: Nature. Band 27, Nr. 700, 1908, S. 847–850, doi:10.1126/science.27.700.847.
- The Home Life of Wild Birds. A New Method of the Study and Photography of Birds. G. P. Putnam, New York 1901, Volltext.
- The American Eagle: A study in natural and civil history. D. Appleton-Century Co., New York 1934.
- Wild birds at home. D. Appleton-Century Co., New York 1935.

## Belege
1. ↑  Winfred George Leutner: Francis Hobart Herrick. In: Science. Band 92, Nr. 2391, 1940, S. 371–372, doi:10.1126/science.92.2391.371.
2. ↑  Herrick a Prominent Bird Enthusiast in mid-1880s Vermont.
3. ↑  Francis Hobart Herrick: The American Lobster. A Study of ist Habits and Development. Government Printing Office, Washington 1895.
4. ↑  Francis Hobart Herrick: The Blending and Overlap of Instincts. In: Science. Band 25, Nr. 646, 1907, S. 781–782, doi:10.1126/science.25.646.775, Volltext.
5. ↑  Konrad Lorenz: Vergleichende Verhaltensforschung. Grundlagen der Ethologie. Springer, Wien und New York 1978, S. 124, ISBN 978-3-7091-3098-8.

| Personendaten    | Personendaten                                            |
| ---------------- | -------------------------------------------------------- |
| NAME             | Herrick, Francis Hobart                                  |
| ALTERNATIVNAMEN  | Herrick, Francis H.                                      |
| KURZBESCHREIBUNG | US-amerikanischer Zoologe, Ornithologe und Naturforscher |
| GEBURTSDATUM     | 19. November 1858                                        |
| GEBURTSORT       | Woodstock (Vermont)                                      |
| STERBEDATUM      | 11. September 1940                                       |
| STERBEORT        | Cleveland, Ohio                                          |